# The End (film, 2016)
Pour les articles homonymes, voir The End.
Pour plus de détails, voir Fiche technique et Distribution.
The End est un film français réalisé par Guillaume Nicloux, sorti en vidéo à la demande en 2016.

## Synopsis
Un homme part chasser en forêt. Son chien s'enfuit et l'homme finit par perdre son chemin. Désorienté, fatigué et sans nourriture, il erre jusqu'au soir où il trouve refuge dans une caverne. Mais au réveil, on lui a volé son fusil...

## Fiche technique
Sauf indication contraire, les informations mentionnées dans cette section peuvent être confirmées par la base de données cinématographiques IMDb,  présente dans la section « Liens externes ».
- Titre original : The End
- Réalisation et scénario : Guillaume Nicloux
- Costumes : Anaïs Romand
- Photographie : Christophe Offenstein
- Montage : Guy Lecorne
- Musique : Éric Demarsan
- Production : Sylvie Pialat et Benoît Quainon

Coproducteurs : Cyril Colbeau-Justin et Jean-Baptiste Dupont
- Sociétés de production : Les films du Worso, avec la participation de LGM Productions, TF1 Vidéo et Cinéfeel Prod
- Société de distribution : Gaumont
- Pays d'origine :  France
- Langue originale : français
- Format : couleur / noir et blanc
- Genre : drame, fantastique
- Durée : 1 heure 27
- Dates de sortie[1] :
  -  Allemagne : 14 février 2016 (Berlinale 2016)
  -  France : 8 avril 2016 (Vidéo à la demande)

## Distribution
- Gérard Depardieu : l'homme
- Audrey Bonnet : la jeune femme
- Swann Arlaud : le jeune homme
- Xavier Beauvois : le randonneur
- Didier Abot : Guy, le 2e randonneur

## Production

### Genèse et développement
Après Valley of Love (2015), Gérard Depardieu et Guillaume Nicloux ont voulu travailler à nouveau ensemble très rapidement. Le projet The End s'est ainsi monté très vite. C'est pour cela que la sortie en e-Cinéma, moins lourd à gérer qu'une sortie en salles, a été choisie par la productrice Sylvie Pialat. The End est donc le premier projet français entièrement produit pour le e-Cinéma.
L'idée de l'intrigue principale est venue en rêve à Guillaume Nicloux :

« Un matin je me suis réveillé et j’avais fait The End, en rêve. Quelque chose m’est apparu de façon assez évidente ; c’était de profiter de toutes ces rémanences pour en faire un film et proposer à Gérard d’interpréter mon rôle dans mon propre rêve. Tout ça s’est décidé très vite, parce qu’au fur et à mesure des mois, je n’avais pas trouvé le sujet pour lequel j’avais la certitude qu’il y avait quelque chose de vital à faire entre nous et qui pourrait nous permettre de nous retrouver sur un plan également de l’intimité. Ce qui avait déjà été le cas sur Valley of love. »

— Guillaume Nicloux, interview pour Allociné

### Tournage
Le tournage a eu lieu dans la forêt de Fontainebleau et au lieu-dit "le montoir" à Vernou- La Celle sur Seine en Seine-et-Marne